# Chamaelimnas iaeris
Chamaelimnas iaeris är en fjärilsart som beskrevs av Doubleday 1847. Chamaelimnas iaeris ingår i släktet Chamaelimnas och familjen Riodinidae. Inga underarter finns listade i Catalogue of Life.